# Stopplaats Brandenborch

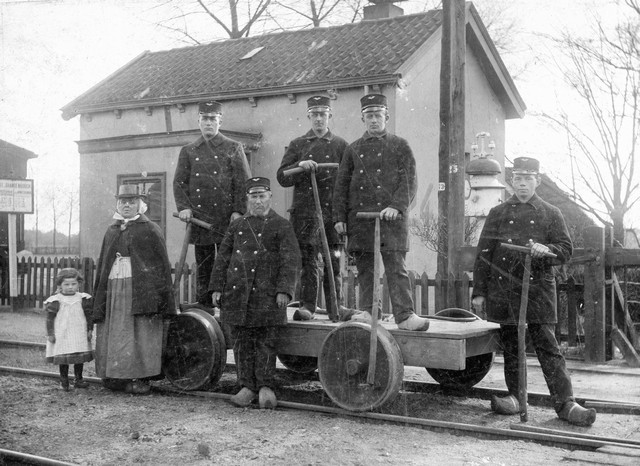
De voormalige stopplaats (1890)

Stopplaats Brandenborch (afk. Bdb), was een stopplaats aan de spoorlijn Zutphen - Winterswijk. De stopplaats werd geopend op 24 juni 1878 en gesloten in 1930.

## Wachterswoning
Bij de stopplaats stond een wachterswoning. Het pand werd in 1885 gebouwd en 1960 werd het gesloopt. Het gebouw lag aan de huidige Brandenborchweg, tussen Vorden en Ruurlo.